# Rubén Orozco
Rubén Guillermo Orozco Rodríguez (* 30. Mai 1917 in Fray Bentos, Departamento Río Negro; † 31. Mai 1995 in Montevideo) war ein uruguayischer Moderner Fünfkämpfer.
Rubén Orozco nahm an den Olympischen Sommerspielen 1948 in London teil, wo er den 42. Rang belegte.